# Code Name: S.T.E.A.M.
Code Name: S.T.E.A.M., conocido en Japón con el subtítulo Lincoln vs. Aliens (リンカーン VS エイリアン Rinkan Basasu Eirian), es un videojuego de estrategia por turnos de 2015 para la videoconsola portátil Nintendo 3DS. El juego fue desarrollado por Intelligent Systems y publicado por Nintendo.

## Jugabilidad
El juego se juega como un videojuego de estrategia por turnos, controlado con el estilo de un shooter en tercera persona, similar a la serie Valkyria Chronicles. El modo de juego consiste en un equipo de personajes controlados por el jugador conocido como los "Agentes de S.T.E.A.M." que hacen frente a un equipo rival de invasores alienígenas. Ambos equipos se turnan para maniobrar y atacar, con cada nivel dividido hasta en tres ambientes de arena de batalla. Para el jugador, tanto el ataque como el movimiento requiere el uso de "vapor", el cual se agota cuando un personaje se mueve alrededor o utiliza su arma, en este último caso dependiendo del tipo de arma usada. Tras ahorrar la misma cantidad de vapor necesaria para usar el arma, ciertos personajes pueden realizar "ataques en guardia" durante el turno del oponente, permitiéndoles atacar a los enemigos que vagan en su punto de mira con el potencial para aturdirlos para el resto del turno. El equipo alienígena oponerse sin embargo, también puede llevar a cabo esta estrategia. Además, cada personaje tiene una habilidad especial única que se puede utilizar una vez por cada nivel y que no cuesta vapor. Antes de cada batalla, el jugador selecciona hasta cuatro personajes, estando disponibles más según avanza la historia. Cada personaje tiene su propia arma primaria única que se adapta a diferentes estilos y estrategias de juego, mientras que una segunda sub-arma se puede cambiar para todos los personajes antes de cada nivel.
A lo largo de cada nivel, el jugador puede coleccionar engranajes y medallas. Los engranajes son más raros y están escondidos en cada nivel, mientras que muchas medallas están dispersas por todo el nivel, y también se pueden ganar por derrotar enemigos, más si son derrotados con ataques en guardia. Entre niveles, los engranajes se utilizan para desbloquear "calderas" que pueden alterar las estadísticas y la cantidad de vapor, mientras que las medallas ganadas se pueden utilizar para desbloquear nuevas sub-armas y se pueden utilizar en ciertos puntos para salvar el juego, curarse a sí mismos, o restaurar aliados caídos. Si el jugador recoge 100.000 medallas durante el juego un 13.er miembro de S.T.E.A.M. será desbloqueado. Una versión más pequeña de la A.B.E. llamada STOVEPIPE (llamado así por el sombrero de Lincoln).
El juego es compatible con las figuras amiibo de la serie Super Smash Bros., permitiendo a los jugadores jugar como Marth, Ike, Robin y Lucina, de otra serie de Intelligent Systems Fire Emblem, escaneando sus correspondientes figuras.